# زبیگنیف نامیسووسکی
زبیگنیف نامیسووسکی (لهستانی: Zbigniew Jacek Namysłowski؛ زادهٔ ۹ سپتامبر ۱۹۳۹ – ۷ فوریهٔ ۲۰۲۲) یک آهنگساز و نوازندهٔ سبک جاز اهل لهستان بود.
وی با هنرمندان گوناگونی از جمله کریشتف کومه‌دا همکاری داشت.